# Злобинка
Зло́бинка (рос. Злобинка) — село у складі Тоцького району Оренбурзької області, Росія.

## Населення
Населення — 326 осіб (2010; 395 у 2002).
Національний склад (станом на 2002 рік):
- росіяни — 97 %